# Strychnos brachiata
Strychnos brachiata là một loài thực vật có hoa trong họ Mã tiền. Loài này được Ruiz & Pav. miêu tả khoa học đầu tiên năm 1799.